# Birbhum

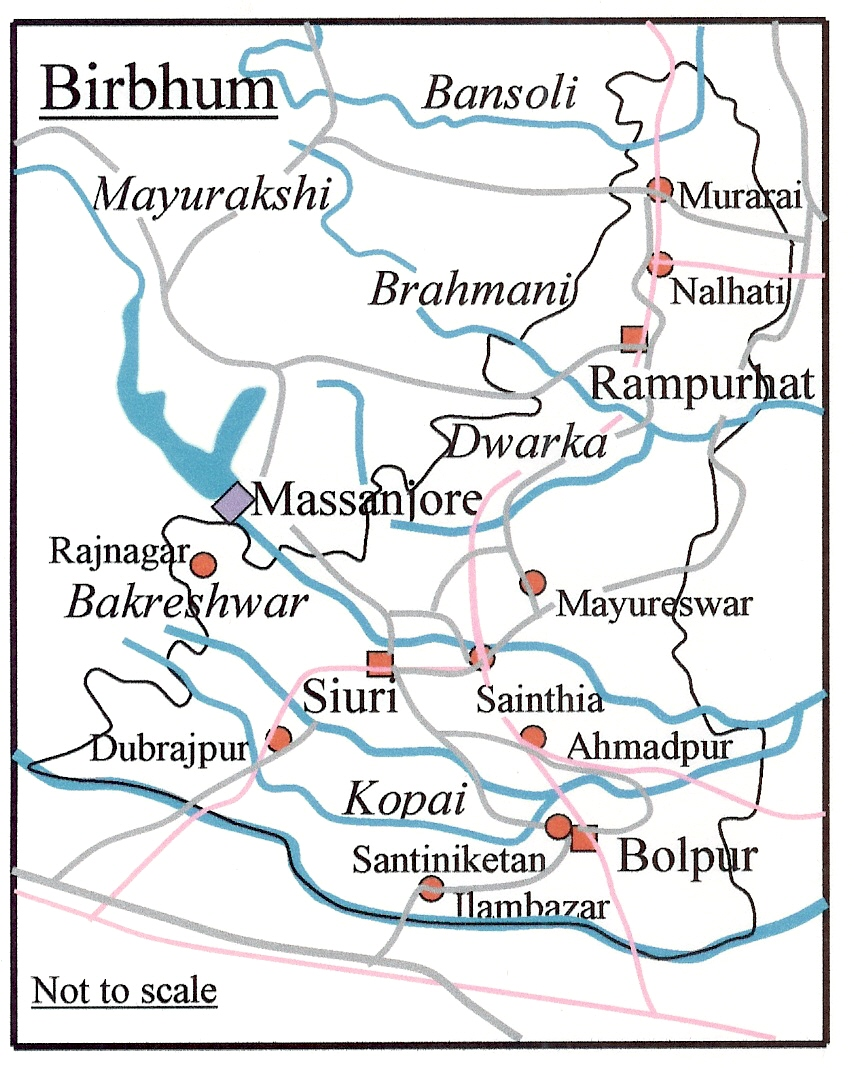
Distrikt Birbhum

Der Distrikt Birbhum (bengalisch বীরভূম জেলা) ist Teil des indischen Bundesstaats Westbengalen. Die Hauptstadt ist die Stadt Suri. Der Distrikt hat einen hohen Anteil von Stammesbevölkerung.

## Geografie
Der vom Mayurakshi und einigen anderen Flüssen durchflossene Distrikt Birbhum wird im Süden begrenzt durch den Fluss Ajay. Er grenzt im Osten an den westbengalischen Distrikt Murshidabad, im Südosten und Süden an den Distrikt Bardhaman und im Westen an den Bundesstaat Jharkhand. Die durchschnittliche Höhe liegt bei etwa 80 m ü. d. M.; einige Hügel des die Westgrenze des Distrikts bildenden Chota-Nagpur-Plateaus ragen jedoch bis zu 250 m in die Höhe.; das Klima ist im Westen eher heiß und trocken, im Osten dagegen meist schwül und vor allem in den Monaten April bis Oktober wegen des Monsuns auch recht regenreich.

## Geschichte
Legenden zufolge sollen bereits Buddha und der letzte Jain-Tirthankara Mahavira im 5. Jahrhundert v. Chr. durch das Gebiet, dessen alter Name Vajjabhumi lautete, gewandert sein. Die in hohem Maße von Stämmen bewohnte Gegend (Rarh) gehörte in der Antike zum Maurya- und später zum Gupta-Reich, im Mittelalter dann zum Herrschaftsgebiet der Pala und Sena. Im frühen 13. Jahrhundert kam der Islam, doch blieb die eher karge Region außerhalb seines wirtschaftlichen, politischen und religiösen Interesses. Der Name Birbhum entstand wohl erst unter den Briten.
Im Jahr 1787 wurde durch die Britische Ostindien-Kompanie ein erster Distrikt eingerichtet, jedoch 1809 wieder aufgelöst. Im Jahr 1820 wurde der Distrikt Birbhum erneut eingerichtet. Im Jahr 1855, nach einem Aufstand der Santal-Stamesbevölkerung, wurde der Distrikt durch Abtrennung des westlichen Anteile erheblich verkleinert. Die abgetrennten Gebiete gingen an den neu eingerichteten Distrikt Santhal Parganas. Im Jahr 1879 wurde ein 108 Quadratmeilen umfassendes Gebiet an den Distrikt Murshidabad abgegeben und Birbhum erhielt dafür die Gebiete um Rampurhat und Nalhati. Seitdem blieben die Distriktgrenzen weitgehend konstant.

## Bevölkerung
Bei der Volkszählung 2011 hatte der Distrikt 3.502.404 Einwohner (1.790.920 männlich, 1.711.484 weiblich). 3.052.956 Personen (87,17 %) lebten in ländlichen und 449.448 (12,83 %) in städtischen Gebieten. 2.158.447 Personen über 5 Jahren (1.201.481 männlich, 956.966 weiblich) konnten lesen und schreiben. Die Alphabetisierungsraten lagen damit bei 70,68 %, 76,92 % bzw. 64,14 %. Diese Raten lagen unter dem Durchschnitt Westbengalen und Indiens. 1.033.140 (29,50 %) wurden zu den unterprivilegierten registrierten Kasten (scheduled castes) und 242.484 (6,92 %) zur registrierten Stammesbevölkerung (scheduled tribes, Adivasi) gezählt. Die bevölkerungsstärkste Gruppe unter den Stammesvölkern bildeten die mit 206.329 Angehörigen die Santal, gefolgt von den Kora (14.980) und den Oraon (4.850).
2011 verteilten sich die Anhänger der verschiedenen Religionen wie folgt: Hindus 2.181.515 (62,29 %), Muslime 1.298.054 (37,06 %), Christen 10.906 (0,31 %), Sikhs 582 (0,02 %), Buddhisten 258 (0,01 %), Jainas 1.152 (0,03 %), andere 6.051 (0,17 %) und ohne Religionsangabe 3.886 (0,12 %).

## Verwaltungsgliederung
Der Distrikt ist in drei Subdivisionen und 19 community development blocs (CD blocks) unterteilt.
- Subdivision Rampurhat  mit den sieben CD blocks Suri-I, Suri-II, Sainthia, Mohammad Bazar, Rajnagar, Khoyrasole und Dubrajpur;
- Subdivision Suri Sadar mit den vier CD blocks Bolpur-Sriniketan, Labpur, Nanoor und Illam Bazar;
- Subdivision Bolpur nit den acht CD blocks Nalhati-I, Nalhati-II, Murarai-I,  Murarai-II, Mayureswar-I,(vi) Mayureswar-II, Rampurhat-I und Rampurhat-II.

Bei der Volkszählung 2011 gab es im Distrikt sechs Municipalities (Einwohnerzahlen 2011 in Klammern):
- Bolpur (80.210)
- Suri (67.864)
- Rampurhat (57.833)
- Sainthia (44.601)
- Nalhati (41.534)
- Dubrajpur (38.041)

## Wirtschaft
Der Distrikt ist immer noch in hohem Maße landwirtschaftlich orientiert; wobei jedoch in der zweiten Hälfte des 20. Jahrhunderts die Abholzung von Wäldern zu Problemen mit der Bodenerosion geführt hat. Angebaut werden hauptsächlich Reis, Weizen, Ölsaaten und Zuckerrohr.

## Sehenswürdigkeiten

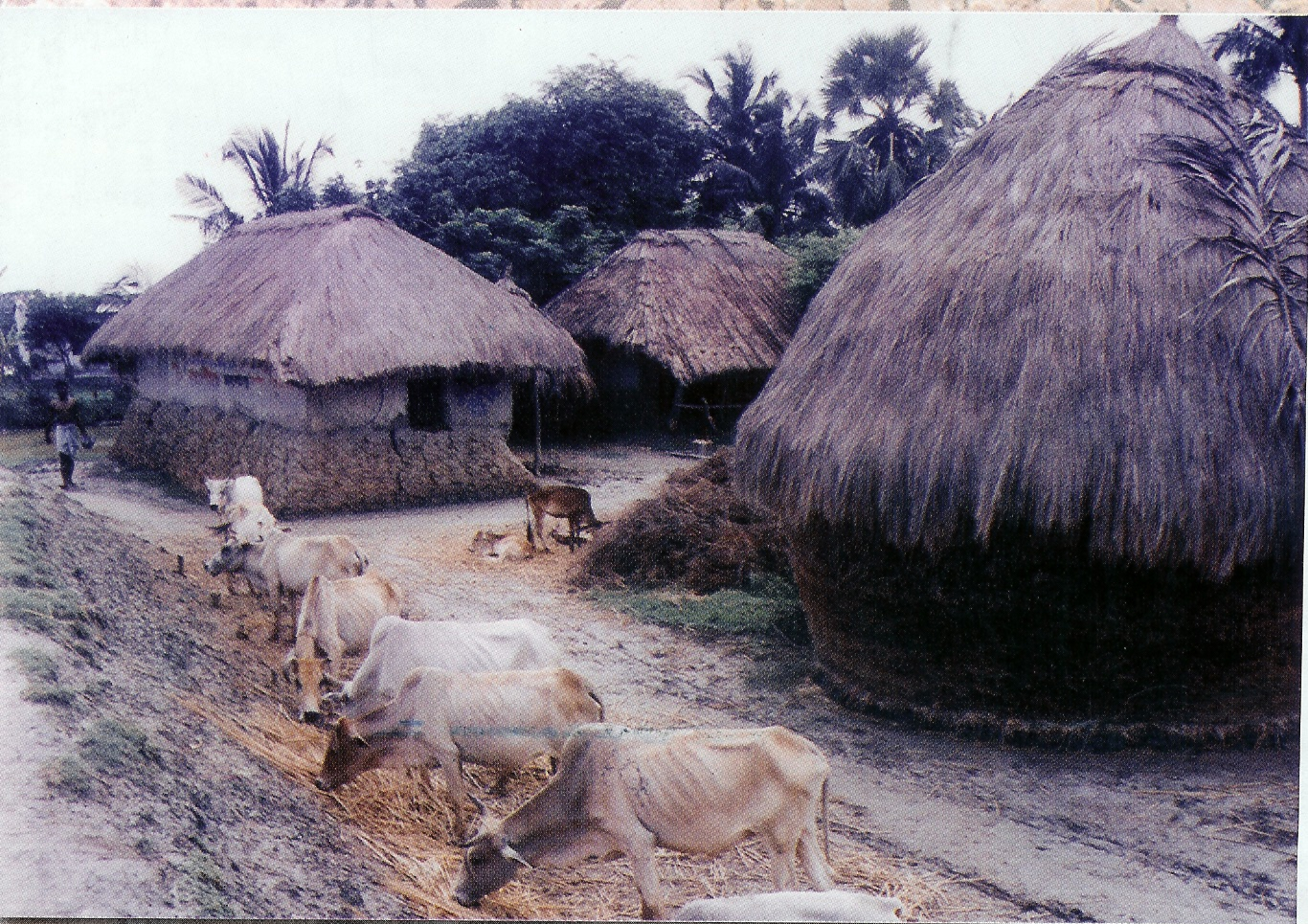
Stammesdorf

Hauptsehenswürdigkeit des Distrikts ist der von Rabindranath Tagore im Jahr 1901 zu neuem Leben erweckte Ort Shantiniketan. Alte Bengalische Tempel stehen am Ajay-River im Süden des Distrikts (Nanoor, Jaydev Kenduli und Surul).

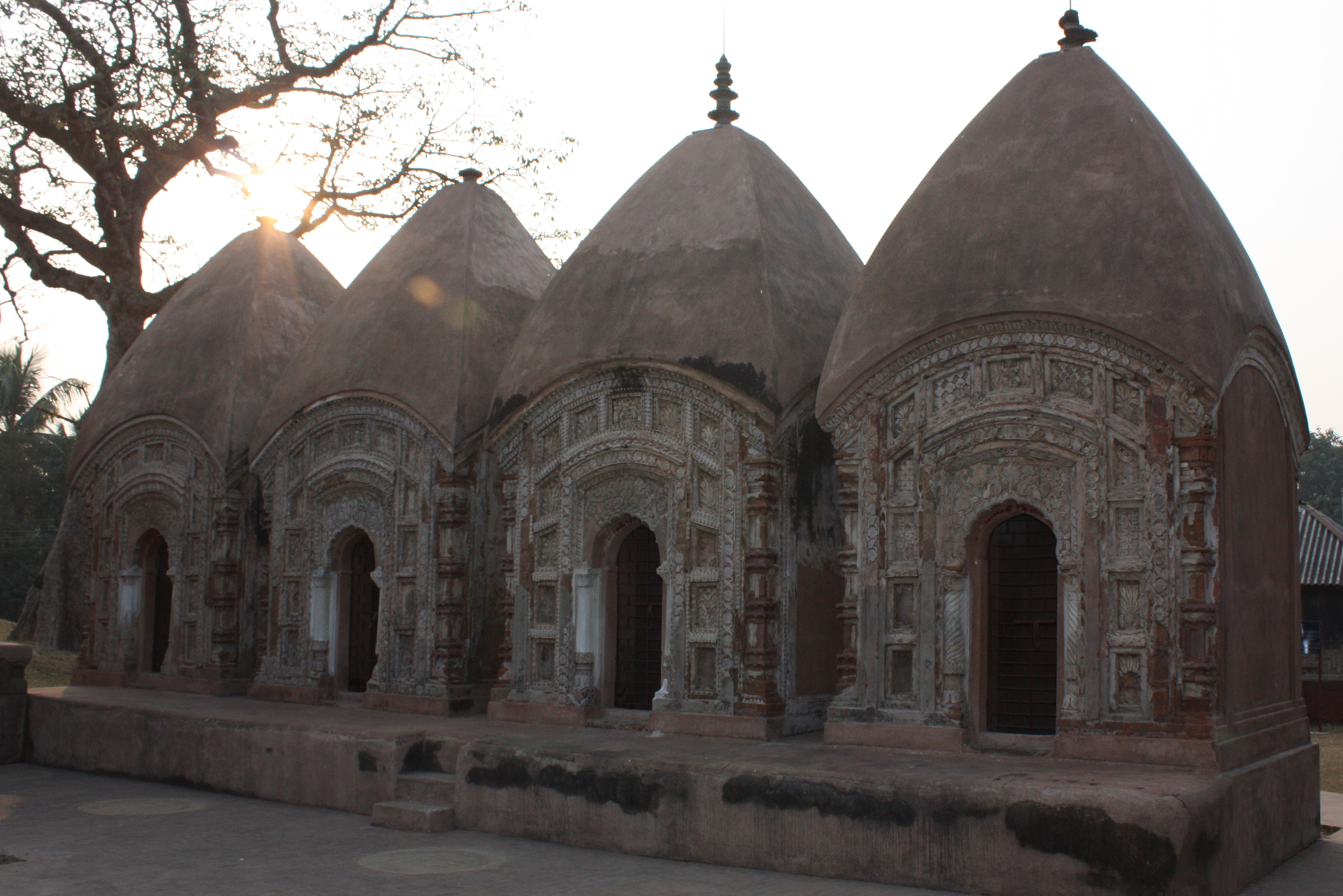
Bengalische Tempel in Nanoor
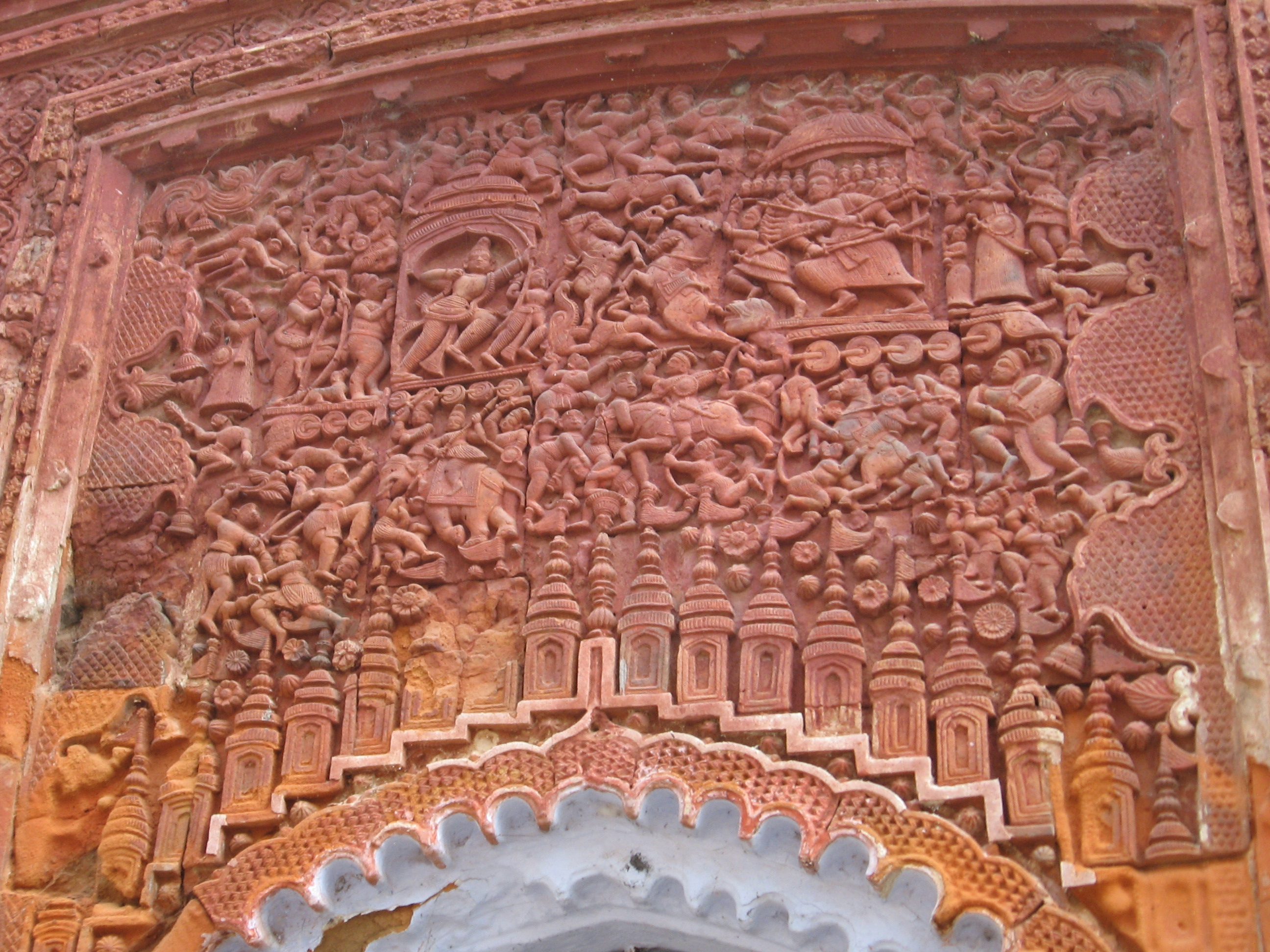
Terracotta-Relief in Surul
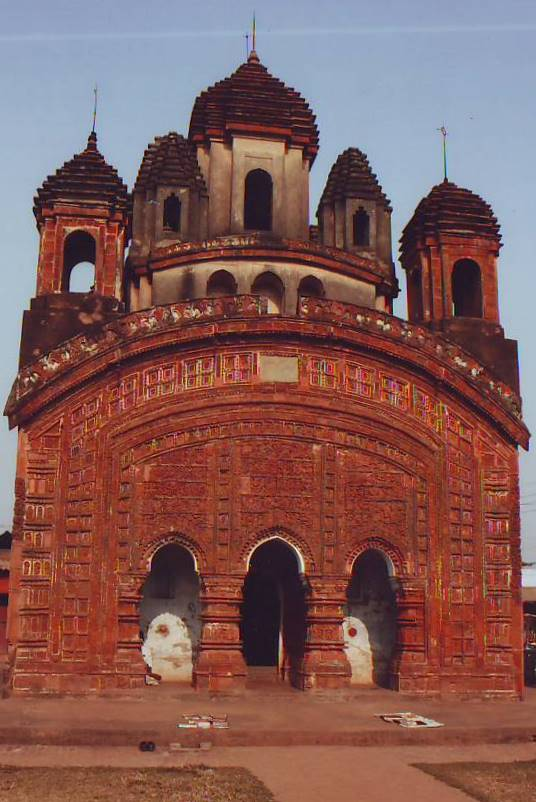
Radhabinode Temple in Jaydev Kenduli
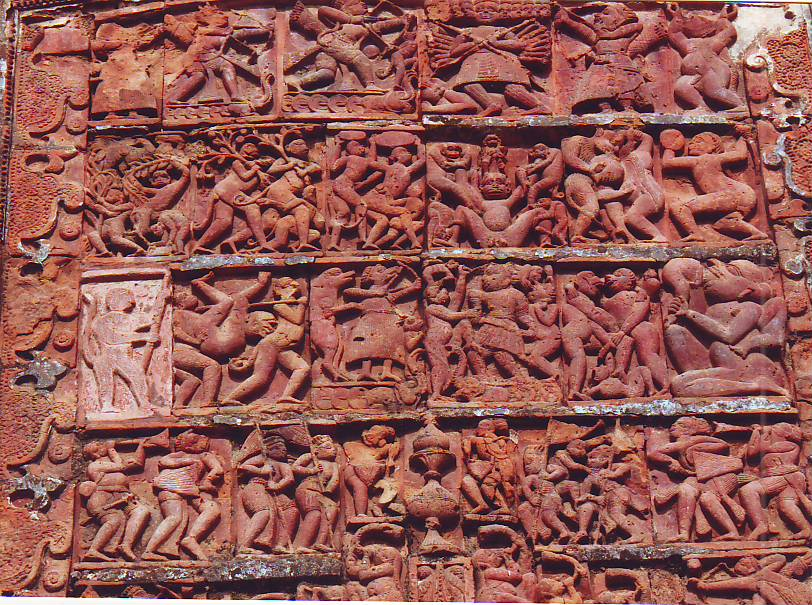
Terracotta-Reliefplatten am Radhabinode Temple